# 桂林旅游学院
桂林旅游学院是一所位于中华人民共和国广西壮族自治区桂林市的全日制公办普通高等学校。肇始于1985年，2015年，升格为普通本科高等学校，2021年，该校成为广西壮族自治区人民政府及中华人民共和国文化和旅游部共建高校。

## 校史沿革
桂林以桂林山水著称，并因此成为中國大陆知名度较高的旅遊勝地之一；在改革开放以后，基于发展在地旅游产业的需要，广西壮族自治区人民政府于1985年批准在桂林市成立了桂林旅游中等专科学校，以为当地培养合格的旅游业人才；学校起初招收中专生，1988年起，开始招收大专生:716。1994年，经中华人民共和国国家教委和国家旅游局批准，该校升格为大学专科层次的桂林旅游高等专科学校；并与北京第二外国语学院、上海旅游专科学校、北京旅游学院等三所高校一道，成为国家教委确认的四所旅游高等院校之一。
2015年，经中华人民共和国教育部批准，桂林旅游高等专科学校升格为本科层次的桂林旅游学院；2021年10月14日，广西壮族自治区人民政府与文化和旅游部签署协议，决定共同建设桂林旅游学院。